# Muszek Ter-Jegiazarianc
Muszek Adriasowicz Ter-Jegiazarianc (ros. Мушек Адриасович Тер-Егиазарянц, ur. 1894 w Qubie, zm. 28 stycznia 1934 w Moskwie) – radziecki działacz państwowy i partyjny narodowości ormiańskiej.

## Życiorys
Został aresztowany i skazany na zesłanie, 1912-1917 studiował na Wydziale Fizyczno-Matematycznym Uniwersytetu Moskiewskiego, od lipca 1917 do listopada 1918 zarządzał sprawami rejonowego wymiaru sprawiedliwości i był członkiem komitetu wykonawczego rady rejonowej w Moskwie. W marcu 1918 został członkiem RKP(b), od 1918 był pełnomocnikiem WCIK, a 1919 sekretarzem Komitetu Wykonawczego Kurskiej Rady Gubernialnej, 1919-1920 służył w Armii Czerwonej na Froncie Południowym. Od marca do września 1920 pracował w orłowskim gubernialnym komitecie RKP(b), od września 1920 do stycznia 1921 był przewodniczącym Komitetu Wykonawczego Orłowskiej Rady Gubernialnej, a od marca 1921 do maja 1923 przewodniczącym Komitetu Wykonawczego Niżnonowogrodzkiej Rady Gubernialnej, następnie przebywał na leczeniu. Do grudnia 1923 był przewodniczącym Komitetu Wykonawczego Jekaterynburskiej Rady Gubernialnej, od grudnia 1923 do maja 1925 zastępcą przewodniczącego Komitetu Wykonawczego Uralskiej Rady Obwodowej, od stycznia 1925 do lutego 1926 członkiem Komitetu Arbitrażowego przy Radzie Pracy i Obrony ZSRR, a od kwietnia 1925 do kwietnia 1926 zastępcą przewodniczącego Centralnego Związku Stowarzyszeń Spożywców ZSRR. Od kwietnia 1926 do marca 1929 był przewodniczącym Środkowoazjatyckiej Narady Ekonomicznej, od marca do lipca 1929 przewodniczącym Komitetu Organizacyjnego Prezydium WCIK na Iwanowski Obwód Przemysłowy, od lipca 1929 do stycznia 1930 przewodniczącym Komitetu Wykonawczego Iwanowskiej Przemysłowej Rady Obwodowej, a od stycznia 1930 do 1931 zastępcą przewodniczącego Rady Komisarzy Ludowych Zakaukaskiej FSRR. Od 1931 do kwietnia 1932 był członkiem i sekretarzem Komitetu Funduszy Towarowych przy Radzie Pracy i Obrony ZSRR, od 1 kwietnia 1932 przewodniczącym tego komitetu, a od września 1933 do końca życia zastępcą przewodniczącego Komitetu Wykonawczego Moskiewskiej Rady Obwodowej.